# Pteronia stoehelinoides
Pteronia stoehelinoides là một loài thực vật có hoa trong họ Cúc. Loài này được DC. miêu tả khoa học đầu tiên năm 1836.